# La traversée du phare
La traversée du phare è un film televisivo del 1999 diretto da Thierry Redler.

## Trama
Alla morte della madre, Eric, un bambino di dieci anni, cambia radicalmente il proprio comportamento guadagnandosi così l'etichetta di ragazzo difficile e finendo col passare da una casa famiglia all'altra.
Nella nuova scuola, Eric stringe amicizia con Yann, l'unico ragazzo che si rivela amichevole con lui. Ma durante una gita al vicino faro di Cordouan Eric scopre che il suo amico è in realtà una ragazza di nome Marie.
Affascinato dal lato selvaggio della ragazza, che vive con la zia Corinne, veterinaria allo Zoo Palmyre, Eric finisce con l'innamorarsene.

## Sequel
Nel 2001 il regista Thierry Redler ne ha diretto un sequel intitolato Les inséparables.

## Location
Il film è stato girato presso il Faro di Cordouan nella Gironda.